# Aage von Kauffmann
Aage von Kauffmann (* 14. Juni 1852 in Kopenhagen; † 2. Juni 1922 in Vedbæk / Rudersdal Kommune; vollständiger Name: Aage Basse Gustav von Kauffmann) war ein dänischer Architekt, der beruflich im Rhein-Main-Gebiet, besonders in Frankfurt am Main, sehr erfolgreich tätig war.

## Vorfahren
Sein Großvater war Nicolaus Gustav Hermann Kauffmann (* 25. Juli 1792 in Friedrichsort bei Kiel; † 14. Oktober 1850 in Kiel). Er war Kommandant der dortigen Zitadelle und verheiratet mit Maria Sophia Friederica Falkenberg (* 8. Dezember 1797 in Rendsburg; † 5. Januar 1877 in Kiel). Sie hatten zwei Söhne.
Der ältere Sohn war sein Vater, der General à la suite (nur Titulatur, keine Verwendung) und Kammerherr des dänischen Königs Christian IX., Heinrich August Theodor von Kauffmann (* 13. April 1819 in Rendsburg; † 17. Juni 1905 in Grimmershus bei Middelfart). Seine Mutter war Jensine Louise Mathilde Fønss (* 6. November 1829 in Hindsgavl; † 4. Februar 1904 in Grimmershus bei Middelfart). Der Vater war unter anderem von 1855 bis 1860 Amtmann der Ämter Kiel, Kronshagen und Bordesholm, Kurator der Universität Kiel und Oberdirektor der Stadt Kiel.
Der jüngere Sohn war sein Onkel Wilhelm Friedrich Ludwig von Kauffmann (* 25. März 1821 in Rendsburg; † 17. Januar 1892 in Porthus Fredensborg). Er war zeitweise Kriegsminister unter dem dänischen König Christian IX. Seit 1847 war er verheiratet mit Annette Angelique Tronier (* 17. November 1828 in Kopenhagen; † 16. Februar 1900 in Frederiksberg).

## Ehefrau
Mit 35 Jahren heiratete er 1887 die damals 21-jährige Mathilde Bertha Louise Freiin von Bernus (* 15. Februar 1866 in Frankfurt am Main; † 23. März 1922 in Vedbæk), deren Familie dem Frankfurter Großbürgertum angehörte. Ihre gemeinsame Tochter Bettina Helene Mathilde von Kauffmann (* 14. Juli 1890 in Frankfurt am Main; † 3. Januar 1937 in Barritskov) war seit 1919 mit Hofjägermeister Knud Henrik Otto Brockenhuus-Schack (* 4. Oktober 1885 in Spanager) verheiratet, mit dem sie zwei Kinder hatte.

## Leben
Kauffmann wuchs in Kopenhagen auf und besuchte dort bis zu seinem 15. Lebensjahr ein Gymnasium. Von Dänemark wechselte er in die Schweiz, um dort ab 1867 zunächst in Lausanne die kantonale Ecole Industrielle und von 1870 bis 1874 an der Polytechnischen Hochschule Zürich zunächst Ingenieurwissenschaften und später Architektur zu studieren. In Zürich lernte er Karl Jonas Mylius und Alfred Friedrich Bluntschli kennen, in deren Frankfurter Büro er 1874 als Mitarbeiter angestellt wurde. Ab 1879 arbeitete er selbstständig, zwischen 1884 und 1896 in Bürogemeinschaft mit dem Frankfurter Architekten Ludwig Neher, ab 1896 wiederum alleine. 1904 verließ er mit seiner Familie Frankfurt am Main und ging zurück nach Kopenhagen, wo Aage von Kauffmann 1922 starb. Seine Grabstätte befindet sich in Taarbæk auf dem Taarbæk Kirkegård.

## Bauten und Entwürfe (Auswahl)
- 1882: Landhaus Schardau in Falkenstein (Taunus) für Emil Moritz Freiherr von Bernus
- 1883: evangelische Christuskirche in Frankfurt-Westend, Beethovenplatz
- 1883–1885: evangelische Martinskirche in Darmstadt[2]
- 1884: Mehrfamilienwohnhaus in Frankfurt am Main, Untermainkai 29/30 (gemeinsam mit Ludwig Neher)
- 1885: evangelische Pfarrkirche (Dorfkirche) in Rauischholzhausen bei Kirchhain
- 1886: Mehrfamilienwohnhaus in Frankfurt am Main, Grüneburgweg 113/115
- 1886: Villa Varrentrapp in Frankfurt am Main (gemeinsam mit Ludwig Neher, unter Denkmalschutz)
- 1887–1889: Villa Kissel in Frankfurt am Main (gemeinsam mit Ludwig Neher, unter Denkmalschutz)
- 1889–1892: Bankgebäude in Frankfurt am Main, Neue Mainzer Straße 59 (gemeinsam mit Ludwig Neher)
- 1890–1891: Villa Pflugensberg in Eisenach, Dr.-Moritz-Mitzenheim-Straße 2a (gemeinsam mit Ludwig Neher)
- 1891–1893: evangelische Lutherkirche in Frankfurt am Main, Bornheimer Heide (gemeinsam mit Ludwig Neher)
- 1891–1892: Palais Reichenbach-Lessonitz in Frankfurt am Main, Taunusanlage 14 (nicht erhalten)
- 1898: Villa Guaita in Kronberg im Taunus (gemeinsam mit Ludwig Neher)
- 1899: Deutsche Evangelische Kirche auf der Insel Capri, Via Tragara 7a
- 1902: Mehrfamilienwohnhaus in Frankfurt am Main, Kaiserstraße 27
- 1902: Villa Mumm in Frankfurt am Main[3]
- 1903: Immanuelkirche in Frankfurt am Main, heute: Epiphaniaskirche

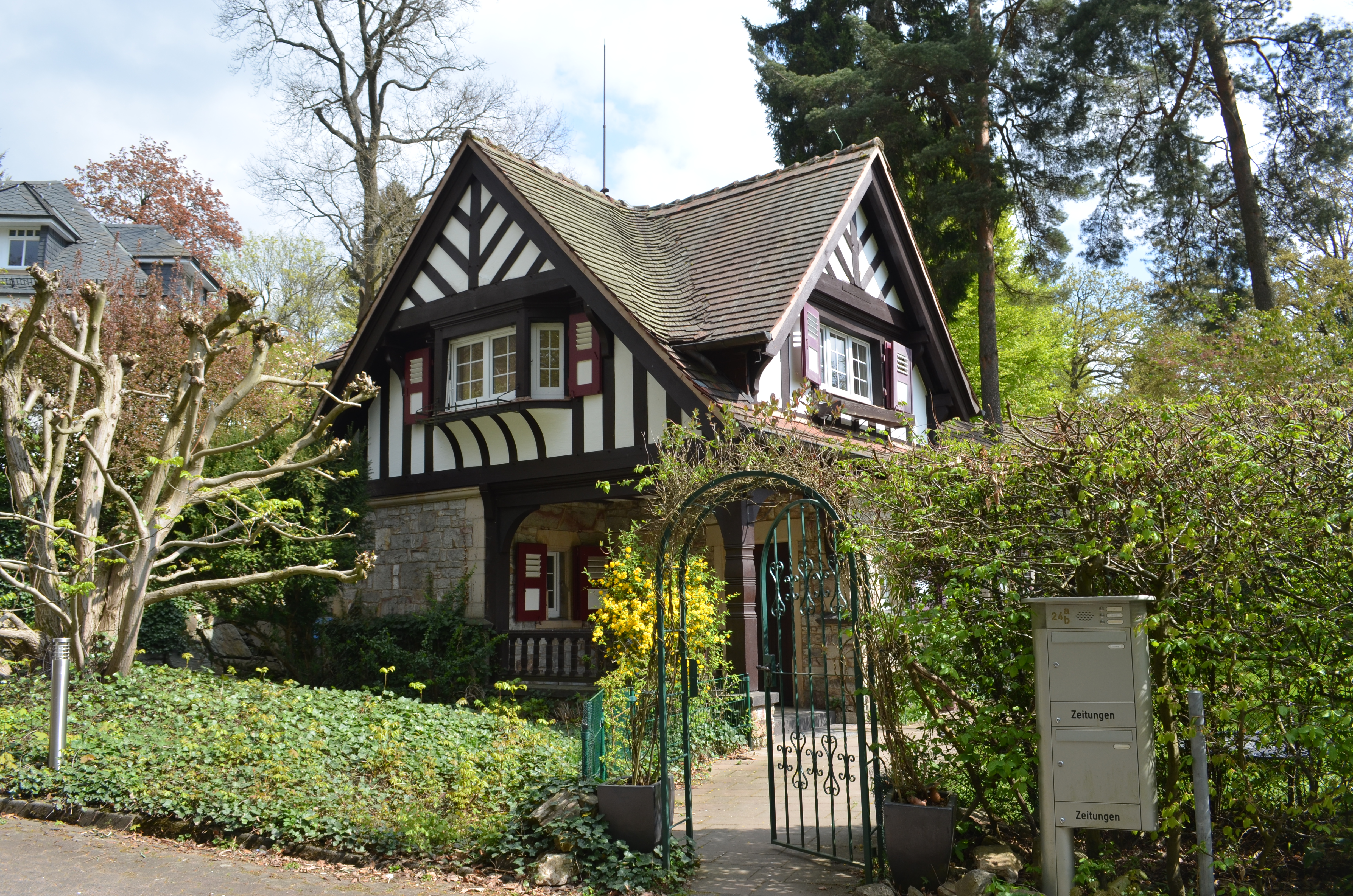
Denkmalgeschütztes Pförtnerhaus des Landhauses Schardau in Falkenstein, Reichenbachweg 24a
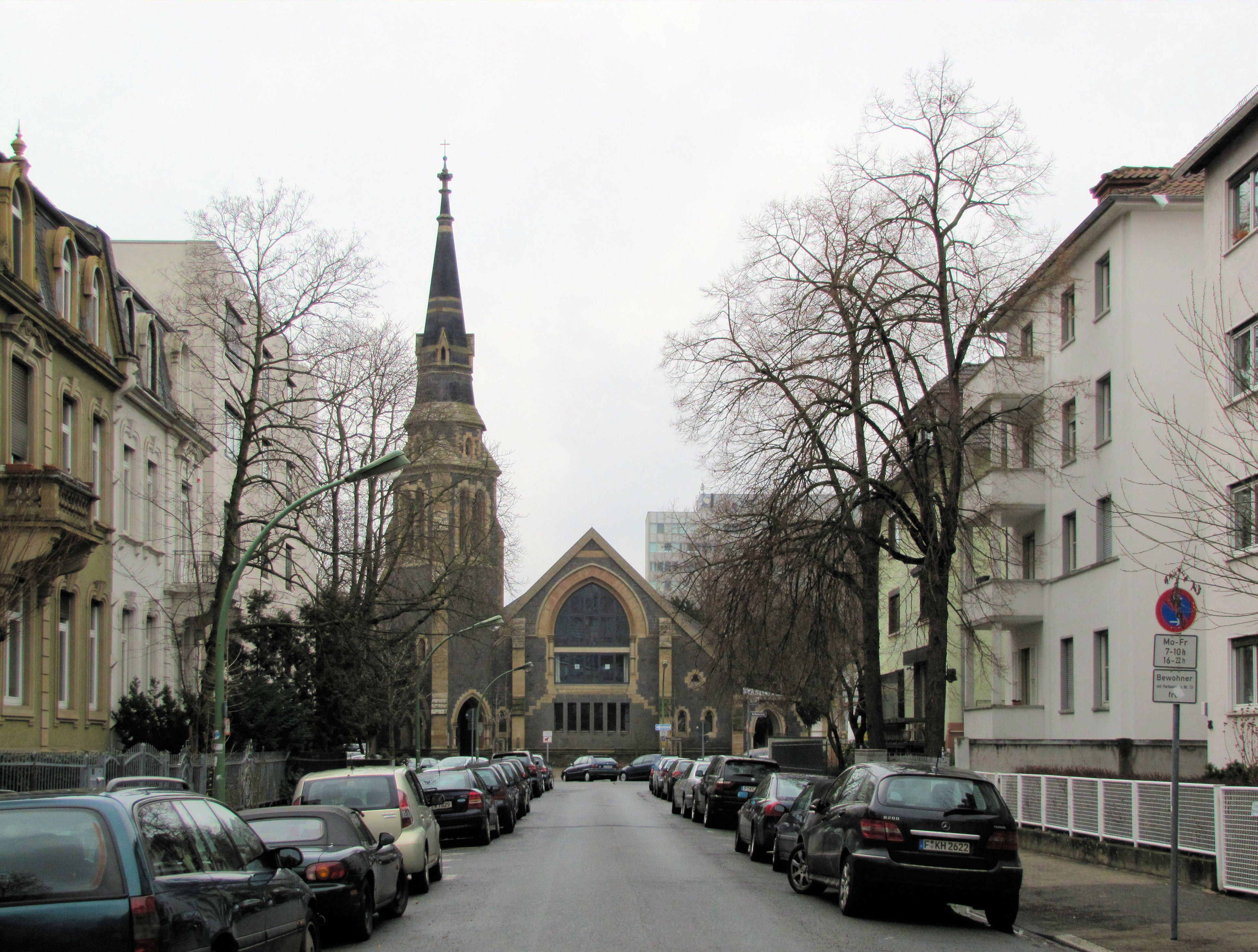
Christus-Kirche am Beethovenplatz in Frankfurt am Main
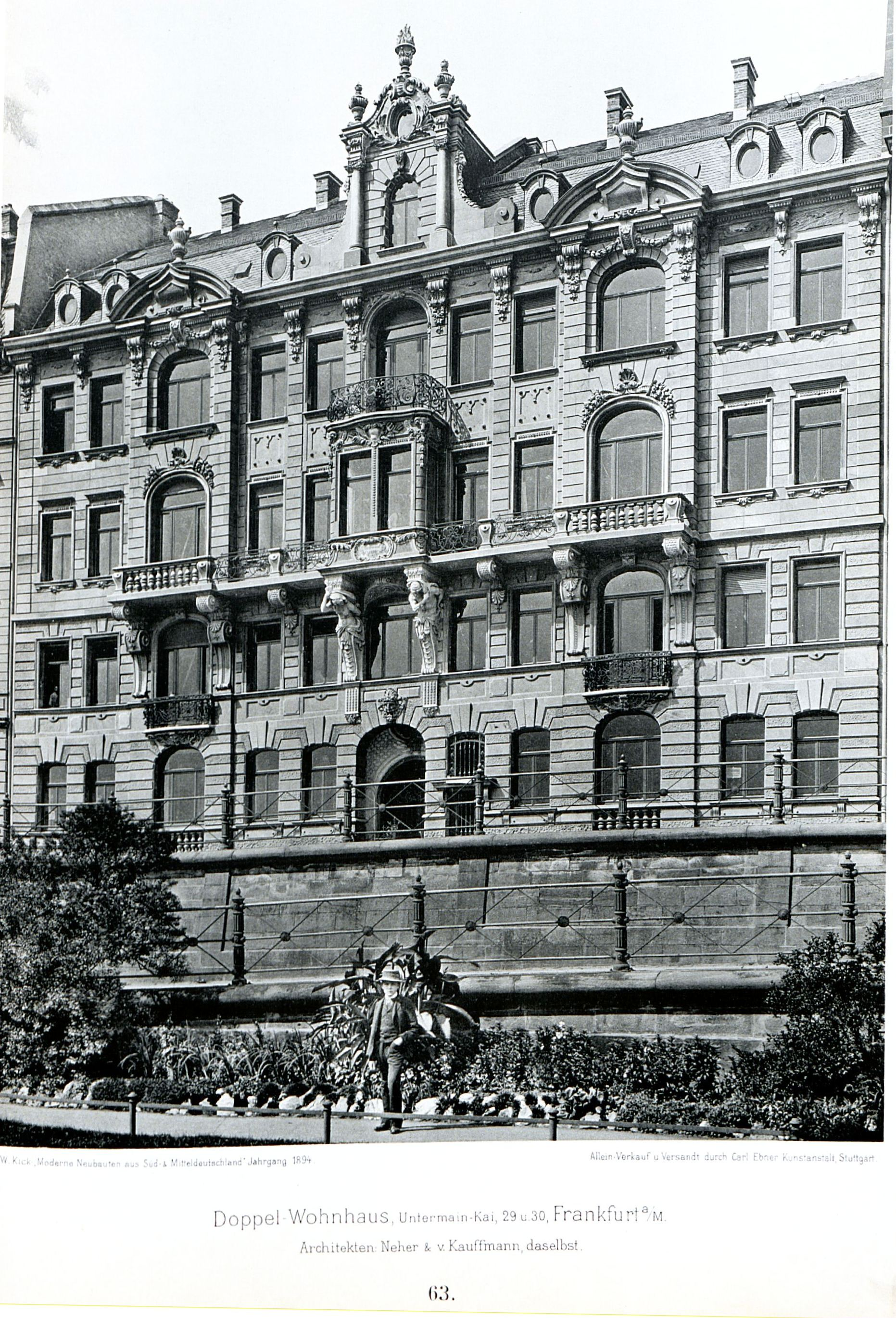
Haus Untermainkai 29/30 in Frankfurt am Main
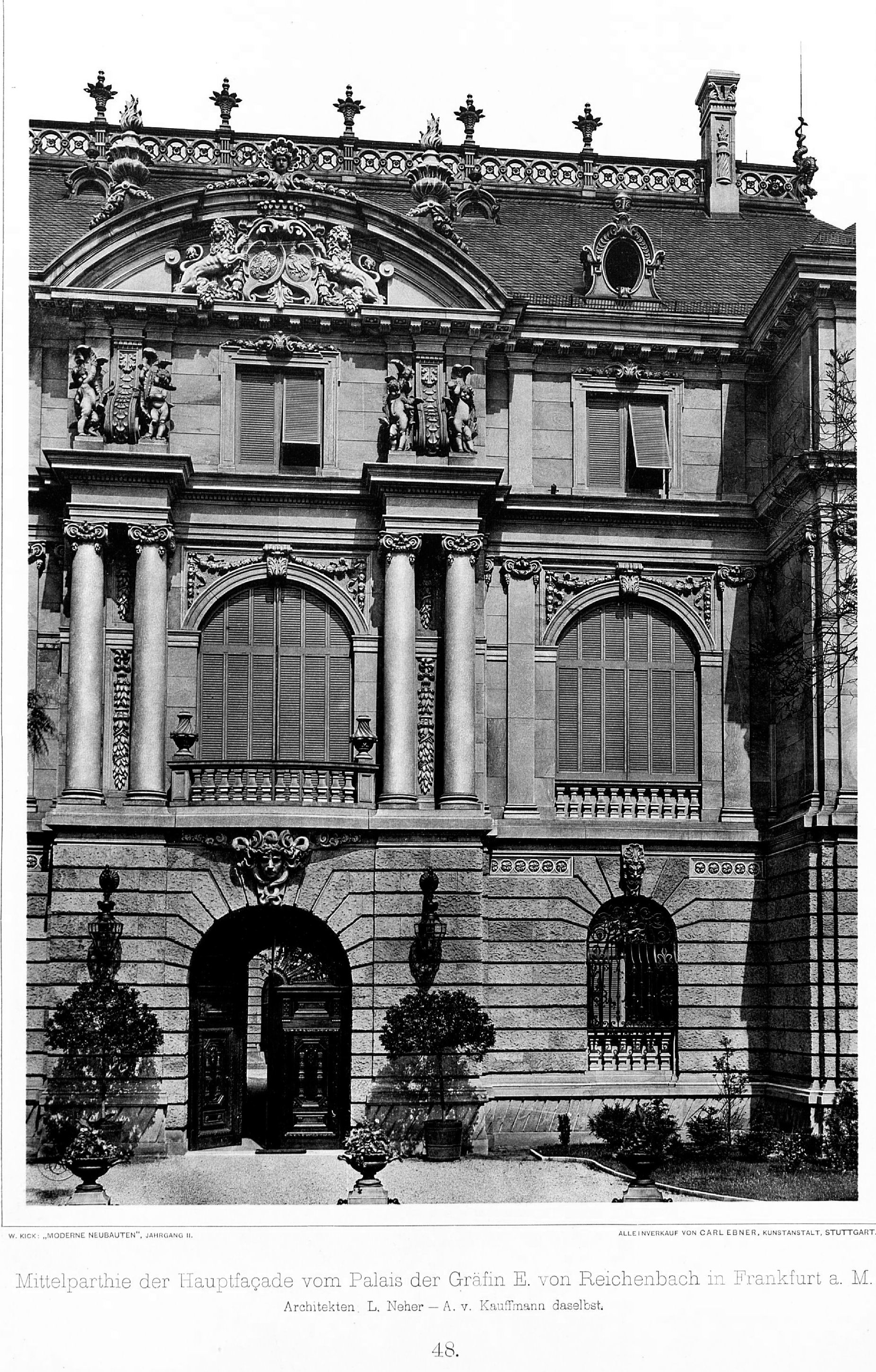
Palais Reichenbach-Lessonitz, Taunusanlage 14 in Frankfurt am Main
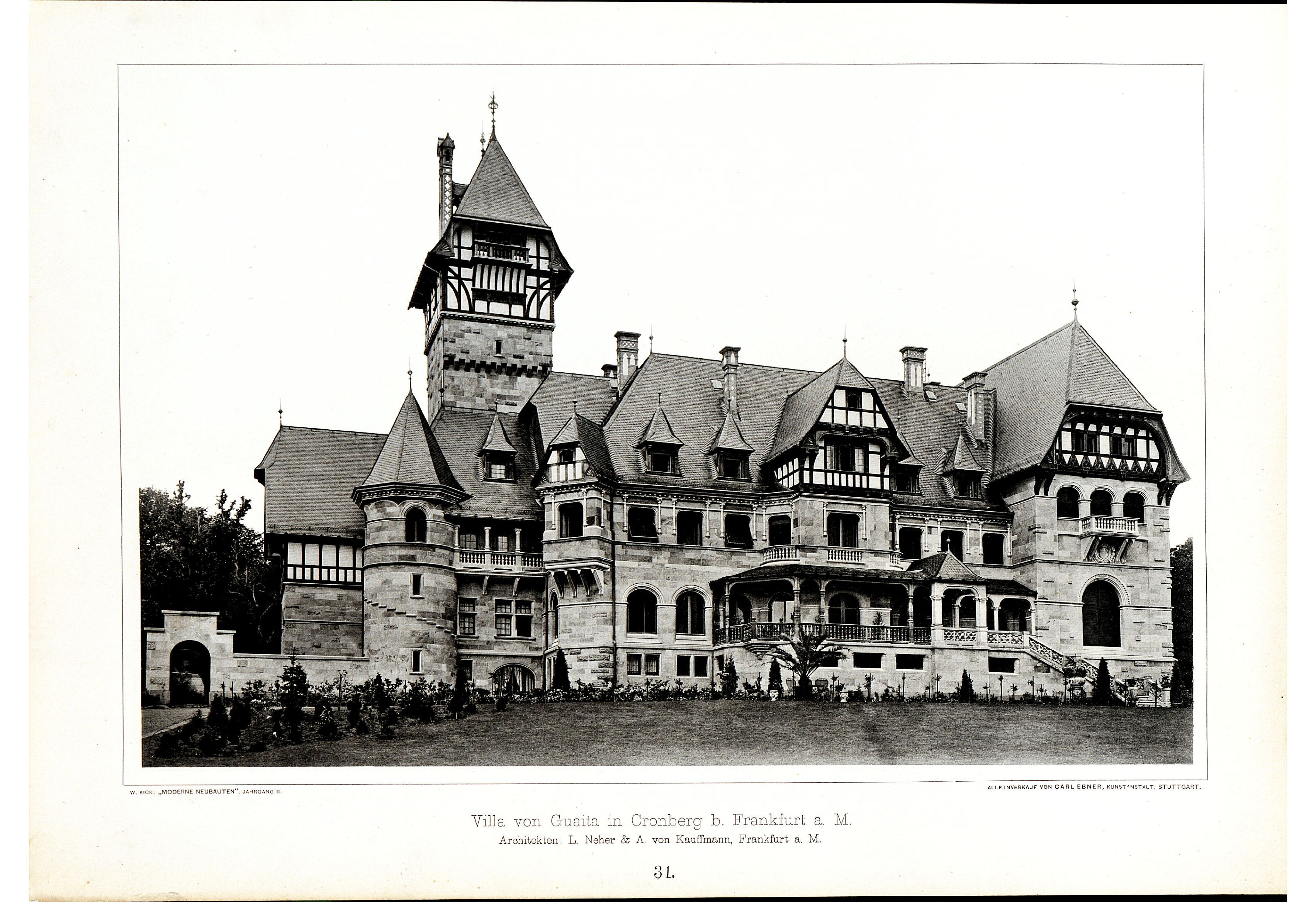
Villa Guaita in Kronberg im Taunus
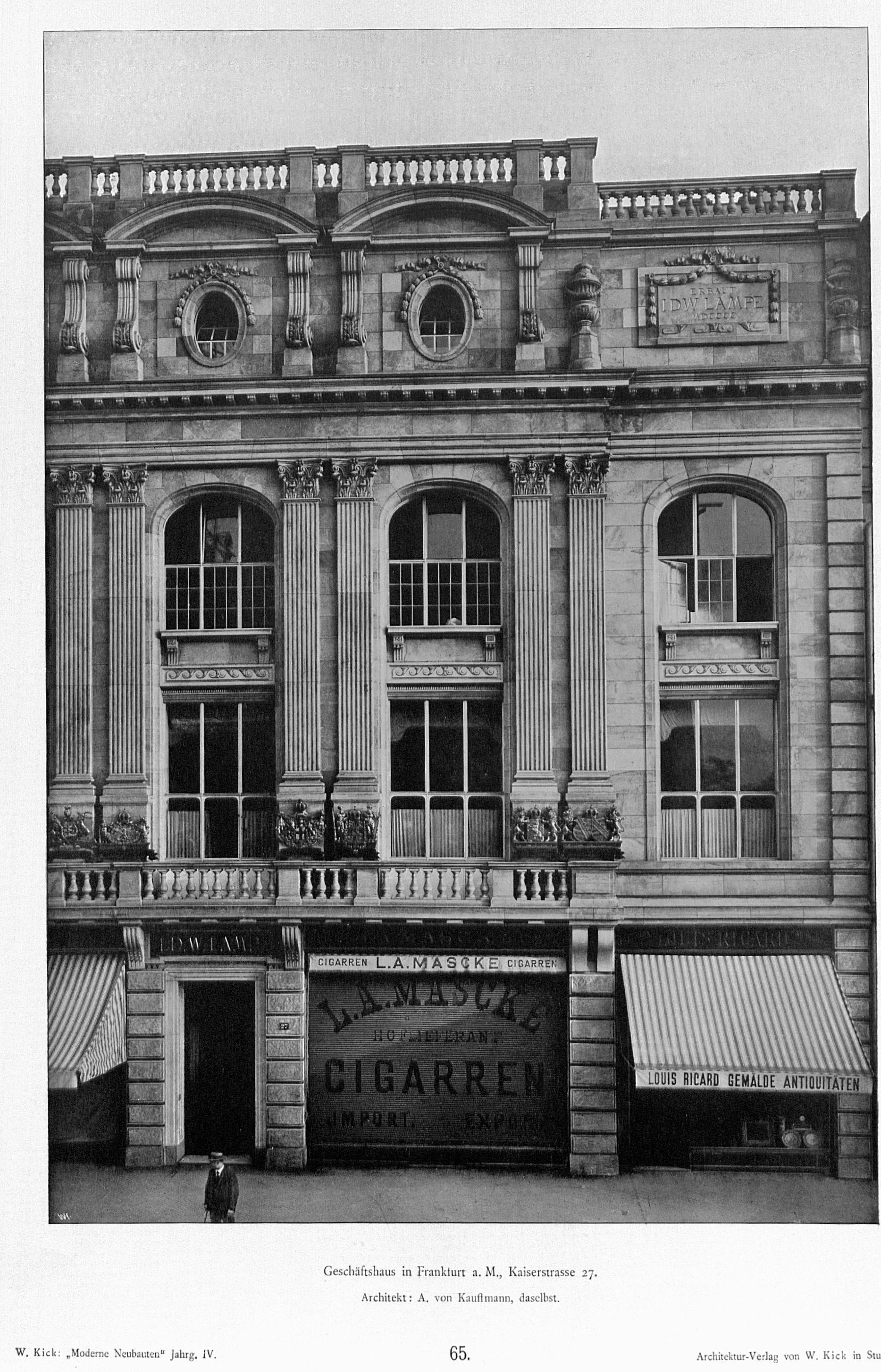
Haus Kaiserstraße 27 in Frankfurt am Main
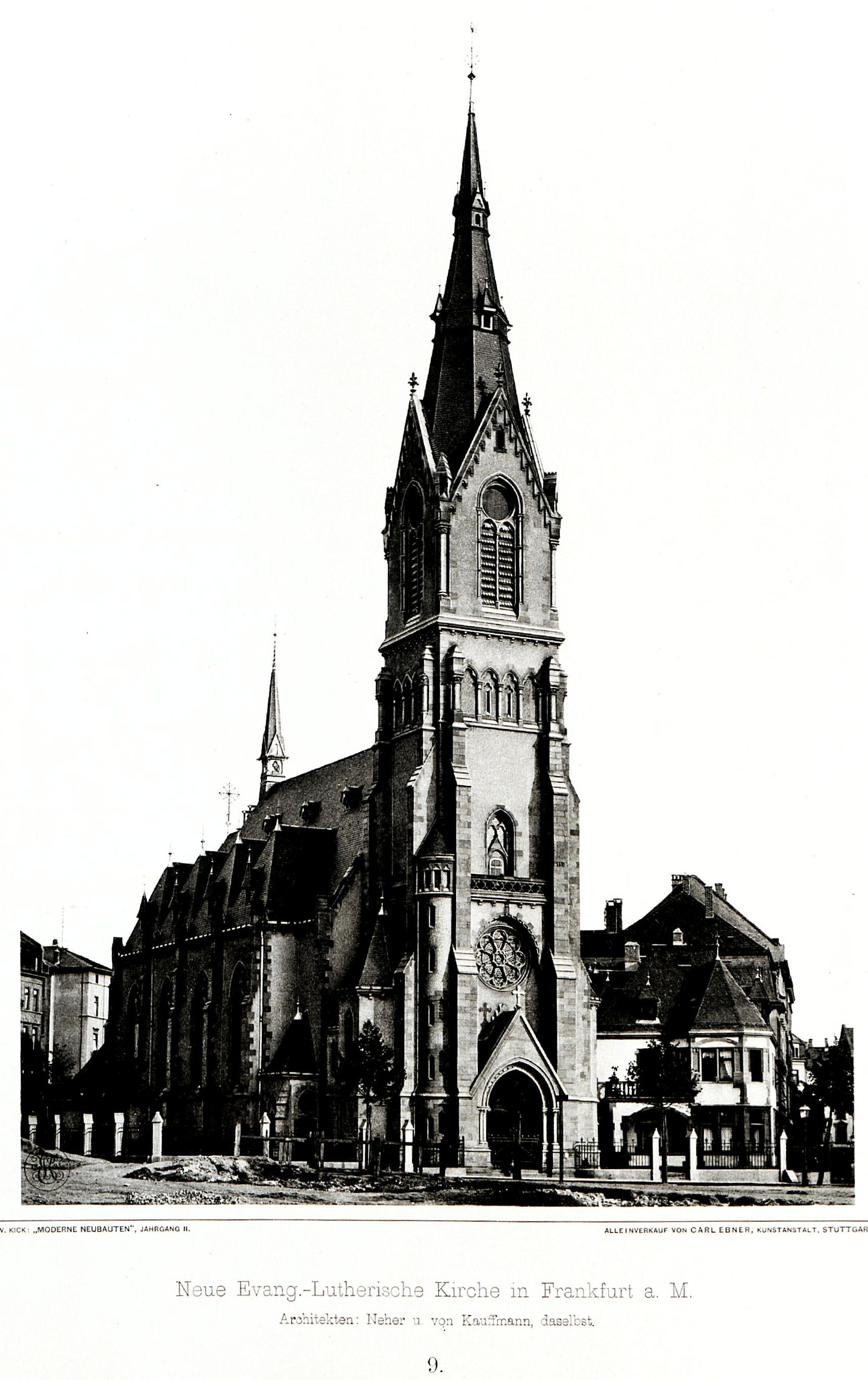
Lutherkirche in Ffm-Bornheim, 1891–93
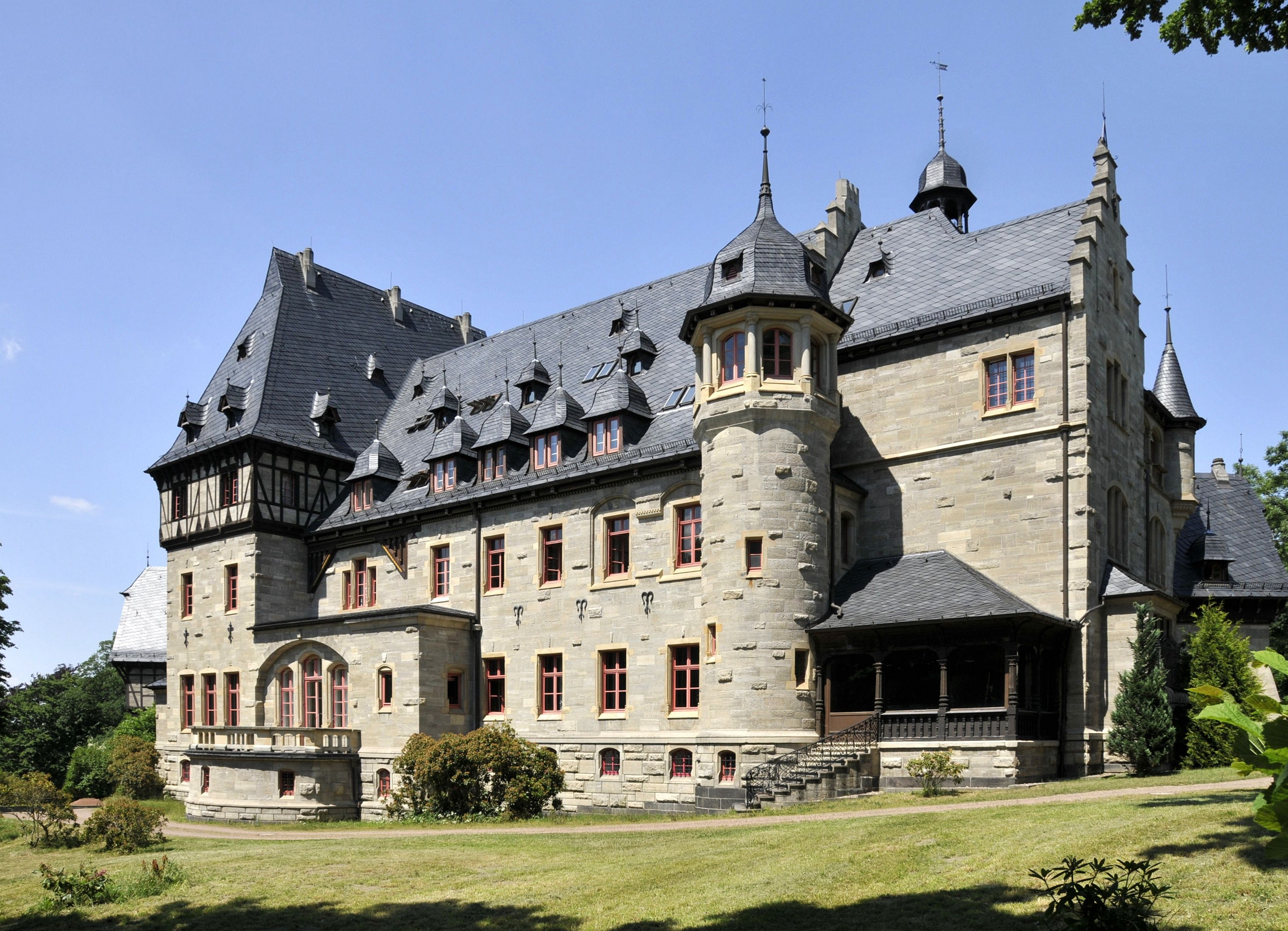
Villa auf dem Pflugensberg in Eisenach

## Schriften
Als Werkschau veröffentlichte von Kauffmann 1902 ein Mappenwerk mit 40 großformatigen Bildtafeln im Stuttgarter Architektur-Verlag von Wilhelm Kick:
- Moderne Landhäuser. Naturaufnahmen von Fassaden und Innenräumen mit Grundrissen von Architekt A. von Kauffmann in Frankfurt a. M. Stuttgart 1902.